# قائمة حاملات الطائرات في الخدمة
هذه هي قائمة حاملات الطائرات التي هي في الخدمة، الاحتياط, يتم إنشاؤها، والتي يجري بناؤها.

## القائمة
| البلد            | البحرية                           | في الخدمة | في الاحتياط | قيد البناء                    | قيد الإنشاء | المرتبة | التنظيم |
| ---------------- | --------------------------------- | --------- | ----------- | ----------------------------- | ----------- | ------- | ------- |
| أستراليا         | البحرية الملكية الأسترالية        | 2         | 0           | 0                             | 0           | 0       | 0       |
| البرازيل         | Brazilian Navy                    | 1         | 0           | 0                             | 0           | 0       | 1       |
| الصين            | بحرية جيش التحرير الشعبي          | 1         | 0           | 0                             | 1           | 0       | 0       |
| مصر              | القوات البحرية المصرية            | 1         | 0           | 2 بمساعده روسيا والصين والهند | 0           | 0       | 0       |
| فرنسا            | البحرية الفرنسية                  | 4         | 0           | 0                             | 0           | 0       | 0       |
| الهند            | البحرية الهندية                   | 2         | 0           | 0                             | 1           | 0       | 5       |
| إيطاليا          | Italian Navy                      | 2         | 0           | 0                             | 0           | 0       | 1       |
| اليابان          | Japan Maritime Self-Defense Force | 3         | 0           | 1                             | 0           | 0       | 0       |
| روسيا            | البحرية الروسية                   | 1         | 0           | 0                             | 0           | 0       | 2       |
| كوريا الجنوبية   | بحرية جمهورية كوريا               | 1         | 0           | 0                             | 1           | 0       | 2       |
| إسبانيا          | Royal Spanish Navy                | 1         | 1           | 0                             | 0           | 0       | 0       |
| تايلاند          | البحرية الملكية التايلاندية       | 1         | 0           | 0                             | 0           | 0       | 0       |
| تركيا            | البحرية التركية                   | 0         | 0           | 0                             | 1           | 0       | 0       |
| المملكة المتحدة  | البحرية الملكية البريطانية        | 1         | 0           | 0                             | 2           | 0       | 0       |
| الولايات المتحدة | بحرية الولايات المتحدة            | 19        | 1           | 0                             | 3           | 1       | 16      |

### حاملات في الإحتياط
| البلد            | الاسم            | Length            | الحمولة   | Class                         | Propulsion   | النوع   | الطلب         | الاستيلام       | Status                                       |
| ---------------- | ---------------- | ----------------- | --------- | ----------------------------- | ------------ | ------- | ------------- | --------------- | -------------------------------------------- |
| إسبانيا          | إمارة استورياس   | 195 م (640 قدم)   | 15,912 mt | إمارة استورياس (حاملة طائرات) | Conventional | ستوفل   | 30 May 1988   | 6 February 2013 | Restrictive standby                          |
| الولايات المتحدة | كيتي هوك (CV-63) | 325 م (1,066 قدم) | 81,985 mt | كيتي هوك                      | Conventional | كاتوبار | 21 April 1961 | 31 January 2009 | Reserve until Gerald R. Ford is commissioned |